# Флаг Туры
Флаг муниципального образования посёлок Тура́ Эвенкийского муниципального района Красноярского края Российской Федерации является официальным символом муниципального образования.
Флаг утверждён 4 апреля 2012 года решением Совета депутатов муниципального образования пгт. Тура № 4/17-2/135. Данным решением, в Государственный геральдический регистр Российской Федерации подлежит внесению только герб муниципального образования.

## Описание
«Флаг муниципального образования посёлка Тура представляет прямоугольное полотнище белого цвета. Соотношение ширины флага к его длине — 2:3 единицы. В центре флага расположен герб посёлка Тура соотношением 0.78:0.96 единицы».
Описание герба гласит: «Щит имеет волнистое пересечение серебряным (белым) и зелёным полем с красной каймой. В серебряном поле восстающие, сообращённые в противоборстве, лазоревый змей и чёрный мамонт в мифическом обличии. В зелёном поле, вилообразно-сливающиеся, два лазоревых потока окаймлённые серебром, сопровождаемые на слиянии двумя золотыми избами и отвлечённым, сверху положенным в стропило, золотым чумом».

## Обоснование символики
В основу идеи герба, изображённого на флаге, положен мифический сюжет из эвенкийского эпоса о противоборстве Сэли (мамонта) и Дябдара (змея). Там где проползал, извиваясь в схватке змей, образовались реки. Там, где боролся и ступал тяжёлый мамонт, возникли впадины — озёра и поднялись горы. Таким путём Земля обрела свой нынешний облик, и на слиянии двух рек — Нижней Тунгуски и Кочечума, возникло эвенкийское стойбище, куда в 1927 году пришли первые строители Туринской культбазы, теперь это посёлок Тура — административный центр Эвенкийского муниципального района Красноярского края.